# Domingo Fernández Agis
Domingo Fernández Agis (Nador, Marruecos, 1957) es un filósofo español, especialista en la obra Michel Foucault, Jacques Derrida, historia de la filosofía contemporánea y bioética. Catedrático de Universidad (ULL).

## Trayectoria
Se doctoró en Filosofía en la Universidad de La Laguna en 1990 y  en 1996 obtuvo el Diploma de Estudios Avanzados en Ciencias Políticas por la UNED. Se doctoró en Ciencias Jurídicas por la Universidad de Granada en 2017. Es Catedrático de Universidad, vinculado al Departamento de Filosofía e Historia de la Ciencia, la Educación y el Lenguaje, y desempeña su labor docente en la Sección de Filosofía de la Universidad de La Laguna. Ha participado en numerosos proyectos de investigación, financiados a través de instituciones como la UNED, la Universidad de Las Palmas, el Instituto Universitario Gutiérrez Mellado, el CSIC, la Dirección General de Universidades e Investigación del Gobierno de Canarias, el Ministerio de Educación y Ciencia, etc. Desde el 1 de enero de 2010, fecha de su creación, es Coordinador del Grupo de Investigación de la ULL, Bioética y Biopolítica.
Ha publicado artículos en numerosas revistas, entre ellas: El Urogallo, Claves de razón práctica, Revista de Occidente, Metapolítica, Philológica Canariensia, Logos, A Parte Rei, Endoxa, Eikasia, Areté, La lámpara de Diógenes, Pensamiento, Bajo Palabra, Cosmópolis, Isegoría, Dilémata, etc.

## Obras
- Memorial del desorden. Para una lectura política de la virtualidad del desorden (1995).
- La espada de fuego (1996).
- Ciencia, tecnología y sociedad (1998).
- La plenitud y sus ecos. Consideraciones filosóficas en torno a los medios de comunicación (1999).
- Ciencia, tecnología y sociedad: una aproximación filosófica (2001).
- No quisiera parecer impertinente (2006), 2ª edición (2017).
- Michel Foucault: ética y política de la corporeidad (2007).
- Ciencia, técnica y poder político en el pensamiento de José Ortega y Gasset (2008).
- Mucho más que palabras. Discurso político y compromiso ético en Derrida y Lévinas (2010).
- Bioética y biopolítica. Reflexiones sobre ética, ciencia y política en el mundo actual (2011).
- Sofisticados caníbales. Cuerpo, amor, retórica (2012)., 2ª edición (2017).
- Una ética en la estética. Anotaciones sobre el pensar y el vivir en la poesía de Eugenio Padorno (2014).
- En torno al amor. Reflexiones sobre el amor y la sexualidad (2015).
- El cáliz de Corinto (2016).
- Palabras de sal (2019).
- La voz y el eco de la ternura (2022).
- "Reflexiones epistemológicas sobre grandes retos intelectuales (2024)"